# Air Atlas
Ne doit pas être confondu avec Atlas Air.
Air Atlas (Compagnie Cheriffienne de l'air) est une ancienne compagnie aérienne marocaine aujourd'hui disparue.
Elle était basée à Casablanca, et desservait l'Algérie, la France et l'Espagne.
Créée en 1946, elle exploitait jusqu'en 1953 deux SNCASE Languedoc et cinq Douglas DC-3. Elle a été fusionnée avec Air Maroc en 1953, devenue ultérieurement Royal Air Maroc.